# Нора Истрефи
Нора Истрефи (енгл. Nora Istrefi; Приштина, 25. март 1986) албанска је певачица са Косова и Метохије.

## Детињство и младост
Рођена је 25. марта 1986. године у Приштини. Ћерка је Незира Истрефија и Сузане Тахирслај, етничких Албанаца. Каријеру је започела са 18 година.